# Фульдський кодекс

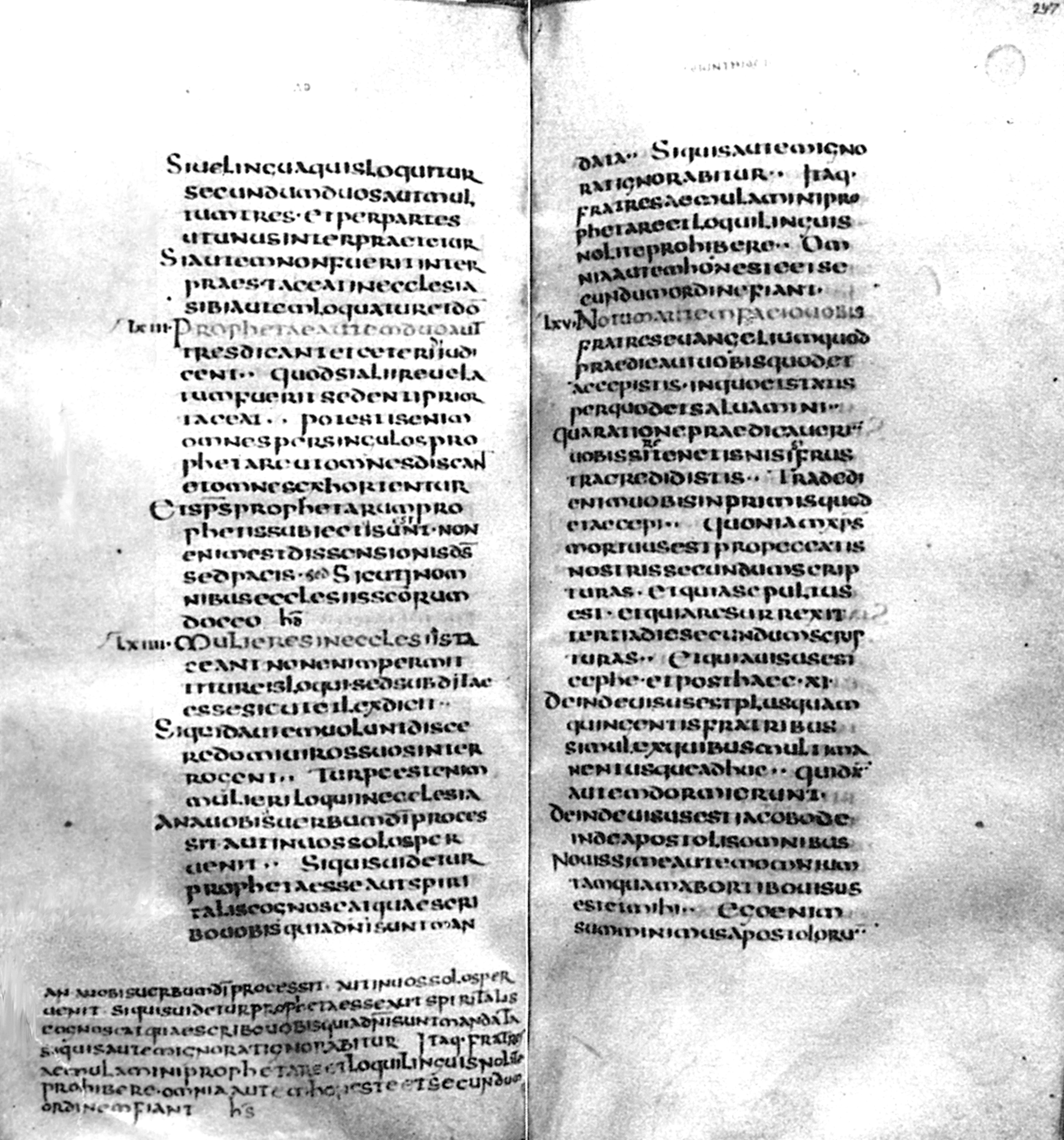
Розворот аркушів 146 verso — 147 recto

Фульдський кодекс (лат. Codex Fuldensis, інвентарне позначення в Державній бібліотеці Гессена — Codex Bonifatianus I) — унціальний рукопис Вульгати VI століття (у списку Вордсворта має сиглу F), другий за значущістю рукопис, що використовується для підготовки критичних видань латинського біблійного тексту. Містить повний текст Нового Заповіту, включно з Послання до лаодикійців, причому Євангелія мають форму гармонії, що сходить до Діатессарону Таціана. Кодекс включає 503 пергаментних аркуші формату 29,5 × 21 см, списаних в одну колонку.

## Історія
Фульдський кодекс — найстаріший датований рукопис Вульгати. Переписана для Віктора, єпископа Капуанського після 541; він сам зробив у тексті виправлення, написав передмову, датовану 2 травня 546 року, і підписав своє ім'я, залишивши при цьому ляпку. З його виправлень і коментарів випливає, що кодекс створено на основі старолатинського перекладу, причому єдину оповідь за планом Діатессарону створено заново на основі Вульгати, зі збереженням старолатинського розбиття та змісту. Пізніше кодексом володів святий Боніфатій, який 745 року передав його в щойно засноване Фульдське абатство.

## Зміст
Кодекс включає Діатесарон і 23 канонічні книги Нового Заповіту, а також Послання до лаодикійців і Пролог Єроніма до канонічних Євангелій. Латинський текст Вульгати відноситься до італійського типу, але зберіг близько 600 старолатинських читань. Тексту Діатессарону передує зміст, скопійований зі старолатинського рукопису, з нього випливає, що в прототипі бракувало родоводу Христа. Після Діатессарону йдуть Послання апостола Павла (включно з Посланням до лаодикійців), Дії апостолів, інші апостольські послання та Апокаліпсис. У тексті Першого послання Івана відсутня Іванова вставка, що не надто узгоджується з прямими посиланнями на небесне свідчення в Пролозі Єроніма, тому гіперкритично налаштовані дослідники XVIII—XIX століть відзначали можливість підробки.